# جمز
جمز، روستایی است از توابع بخش مرکزی شهرستان طبس استان خراسان جنوبی ایران.

## جمعیت
این روستا در دهستان منتظریه قرار داشته و بر اساس سرشماری سال ۱۳95 جمعیت آن 817 نفر (۱۳۸ خانوار) بوده‌است.